# Hemliga lådan
Hemliga lådan är ett studioalbum av den svenska popartisten Harpo, utgivet 1990 på EMI under namnet Harpo Show. Skivan utgavs på CD och kassett.

## Låtlista
Alla låtar är skrivna av Harpo.
1. "Harpo Show"
2. "Hemliga lådan"
3. "Din + min favorit"
4. "Monster-Måns"
5. "Tangobar"
6. "Konstiga djur"
7. "Vår gulliga känguru"
8. "Karnevalfestivalcalypsosamba"
9. "Hissa segel"
10. "Råck 'n' rållpirater"
11. "Ett gungande hav"
12. "Skepp ohoj (Landkrabbornas visa)"
13. "Hemliga lådan"
14. "Harpo Show"